# Ataque a Nirim
El ataque al kibutz de Nirim fue un asalto al kibutz homónimo, situado a unos 2 kilómetros de la frontera con Gaza, dentro de los ataques del 7 de octubre.  El hecho supuso la muerte de quince israelíes (tanto civiles como militares) y la captura de otros siete, que fueron llevados a la Franja de Gaza como rehenes.

## Contexto
El kibutz Nirim se ubica al noroeste del desierto del Néguev, cerca de frontera con la región palestina de la Franja de Gaza. Fue fundado en 1946 por "Nir", un pequeño equipo de pioneros de la organización juvenil sionista Hashomer Hatzair. La economía de Nirim se basa en la agricultura: cultivos extensivos, una plantación de aguacates, invernaderos y vacas lecheras. En el kibutz vivían aproximadamente 500 personas en el momento del ataque, incluidos unos 130 niños.

## Desarrollo del ataque
En concreto, unos 150 milicianos palestinos atacaron el kibutz, incluidos 64 miembros de Hamás, 40 de la Yihad Islámica y otros 50 de otras milicias. Nirim fue defendido por parte de los 239 soldados israelíes asignados a esa parte de la frontera y por el propio comandante de la División de Gaza.
A las 6:33 a.m., apenas comenzado el ataque y en mitad del lanzamiento de miles de cohetes, los milicianos palestinos volaron una parte de la valla fronteriza de la sección de Nirim y demolieron una puerta de acceso de la misma con un buldócer. Por ambas brechas comenzaron a adentrarse numerosos milicianos. Dos tanques y un transporte blindado israelíes del puesto militar Casa Blanca, adyacente a Nirim, se dirigieron a su encuentro. Otras tropas israelíes se emplazaron a las afueras de Nirim. A las 6:40 a.m., once milicianos palestinos llegaron en motocicletas a la entrada del kibutz y se adentraron rápidamente en él. El comandante de la Brigada Sur del ejército israelí, Asaf Hamami, y dos de sus subordinados se dirigieron a enfrentarse con ellos; abatieron a tres milicianos, pero el propio Hamami fue herido de muerte y los otros dos soldados morirían en los siguientes minutos. De los ocho milicianos palestinos restantes, cuatro se internaron en el kibutz y otros cuatro recogieron los cuerpos y el vehículo de los militares caídos para transportarlos a la Franja. Mientras tanto, el tanque ubicado al sur de Nirim abatió a varios milicianos antes de ser atacado con un RPG y de que sus cuatro tripulantes fueran capturados. Numerosos vídeos de este tanque destruido y de la captura de los soldados circularían por la red, y la imagen de civiles palestinos subidos en él con la bandera nacional se volvió una de las imágenes icónicas del día.
En torno a las 7:10 a.m., los milicianos de Hamás atacaron y capturaron el puesto militar Casa Blanca, donde mataron a un soldado israelí y capturaron a otro. De los refuerzos enviados por el ejército israelí, tres más murieron y otro resultó herido grave en los combates por el control de puesto. A las 7:39 a.m. llegó otro tanque israelí a Nirim pero, tras varios enfrentamientos y confundiendo la ausencia de disparos con un control consolidado del kibutz, se marchó otra vez en dirección al puesto militar Casa Blanca. En realidad, los ocho milicianos palestinos que habían accedido al kibutz al inicio del ataque seguían actuando libremente en él. El tanque abatió a varios milicianos antes de seguir su camino hacia Nir Oz. Por su parte, a las tropas supervivientes se les ordenó dirigirse a la base Mopdaron mientras refuerzos palestinos llegaban a Nirim y se unían a los ocho milicianos allí presentes. Ante la falta absoluta de defensas, los milicianos pudieron prender fuego a una serie de viviendas y trasladar a la Franja a varios de los rehenes. Ya en torno a las 10 a.m., los miembros del equipo de seguridad local decidieron salir de sus casas y enfrentarse a los pocos milicianos que quedaban en Nirim. La llegada de un helicóptero a las 11:20 a.m. terminó por empujar a los milicianos fuera del kibutz. Cuarenta soldados israelíes llegaron en torno a las 1:30 p.m. y se enfrentaron a siete milicianos aislados, que fueron abatidos. Los tiroteos siguieron en el kibutz hasta el día siguiente, cuando murieron los últimos milicianos palestinos escondidos o acantonados en viviendas del kibutz.

## Consecuencias
Cinco civiles del kibutz murieron en el ataque y otros cinco fueron capturados y llevados a la Franja de Gaza, mientras que diez soldados israelíes fueron abatidos (incluido Asaf Hamami, comandante de la Brigada Sur del ejército israelí) y otros dos fueron capturados. Según un informe oficial del ejército israelí, las milicias palestinas tuvieron unas 65 bajas, cincuenta en el camino entre la Franja y el kibutz y otras quince en el interior del mismo. Los habitantes de Nirim fueron evacuados del kibutz por el ejército israelí y la mayoría de ellos fueron reubicados en un hotel en Eilat.
El 15 de octubre, el ejército israelí anunció la muerte de Billal al-Qedra, comandante del batallón de Jan Yunis de la unidad de élite Nukhba de Hamás, que habría dirigido la operación en Nirim.
El 28 de noviembre, dos de los habitantes de Nirim que habían sido retenidos como rehenes durante 53 días en la Franja de Gaza fueron liberados por Hamás como parte de un acuerdo entre Israel y la milicia palestina.